# Ebergötzen
Ebergötzen és una població del districte de Göttingen a Alemanya, dins la Baixa Saxònia. Es troba a 15 km de Göttingen i pertany al Samtgemeinde Radolfshausen. Ebergötzen l'any 2005 tenia 1.868 habitants.
Ebergötzen és famosa per ser el lloc on Wilhelm Busch, precursor dels còmics i autor de les historietes Max und Moritz va passar gran part de la seva infantesa.
A Ebergötzen hi ha el Museu Wilhelm Busch i el Museu Europeu del Pa.